# Thelema

O Hexagrama Unicursal, um dos mais importantes símbolos em Thelema, o equivalente do Egípcio Ankh ou a Rosa Cruz dos Rosacruzes', derivada primeiramente em 1639 pelo Hexagrammum Mysticum de Blaise Pascal

Thelema ([θəˈliːmə]) é uma filosofia religiosa baseada em um postulado de mesmo nome, adotado como princípio fundamental por algumas organizações ocultistas, desenvolvida no início de 1900 por Aleister Crowley, um escritor inglês e mago cerimonial. A lei de Thelema é "Faze o que tu queres, há de ser o todo da Lei. O amor é a lei, amor sob vontade."
Crowley acreditava ser o profeta de uma nova era, o "Æon de Hórus", com base em uma experiência espiritual que ele e a esposa à época, Rose Edith, tiveram no Egito, em 1904.  Segundo ele, um ser espiritual ("praeter-humano"), chamado Aiwass entrou em contato com ele e ditou um texto conhecido como O "Livro da Lei" ou "Liber AL vel Legis", que delineou os princípios de Thelema. Um aderente de Thelema é um thelemita.
O panteão Thelêmico inclui um número de divindades, principalmente um trio adaptado da antiga religião Egípcia, que são os três locutores do Livro da Lei: Nuit, Hadit e Ra-Hoor-Khuit. Crowley descreveu essas divindades como uma "conveniência literária". A religião é baseada na ideia de que o século XX marcou o início do Aeon de Horus, em que um novo código de ética deve ser seguido: "Faze o que tu queres, há de ser o todo da Lei". Esta declaração indica que o número de fiéis, que são conhecidos como thelemitas, devem buscar e seguir o seu próprio caminho na vida, conhecido como a sua Verdadeira Vontade. A filosofia também enfatiza a prática ritual de Magia.

A palavra thelema é o inglês transliteração do substantivo grego Coinê θέλημα (pronunciado em grego: [θélima]) "vontade", a partir do verbo θέλω "a vontade, o desejo, o querer ou de propósito". Como Crowley desenvolveu a religião, ele escreveu amplamente sobre o tema, bem como produziu mais materiais "inspirados", que ele coletivamente denominou Os Livros sagrados de Thelema. Ele também incluiu a partir de ideias ocultismo, ioga e tanto Oriental e Ocidental com o misticismo, especialmente a Qabalah.

## Precedentes históricos
A palavra θέλημα (thelema) é rara no grego clássico, onde significa "o desejo apetitoso, às vezes até sexual", mas é frequente na Septuaginta. Os primeiros escritos Cristãos, ocasionalmente, usam a palavra para referir-se à vontade humana, e mesmo à vontade do adversário de Deus, o Diabo. mas, geralmente, refere-se à vontade de Deus. Um exemplo bem conhecido é a "Oração do Senhor" (Evangelho segundo Mateus 6:10:), "Venha o Teu reino. Seja feita a tua vontade (Θελημα). Assim na terra como no céu." Ela é usada de novo mais tarde no mesmo evangelho (26:42), "E, afastando-se de novo pela segunda vez, orou, dizendo: Pai meu, se este cálice não pode passar de mim sem eu o beber, faça-se a tua vontade." Santo Agostinho, em seu sermão do século V, em João 4:4–12,  deu uma instrução semelhante: "Ama e fazes o que queres." (Dilige et quod vis fac).
No Renascimento, um personagem chamado Thelemia, representa a vontade ou desejo na Hypnerotomachia Poliphili do monge Dominicano Francesco Colonna. O protagonista Poliphilo tem dois carros alegóricos de guias, Logística (razão) e Thelemia (vontade ou desejo). Quando forçado a escolher, ele escolhe a realização sexual, sobre a lógica. O trabalho de Colonna foi uma grande influência sobre o monge Franciscano François Rabelais que, no século XVI, usou Thélème, a forma francesa da palavra, como o nome de uma abadia fictícia em seus romances Gargântua e Pantagruel. A única regra da Abadia foi "fay çe que vouldras" ("Fais ce que tu veux", ou, "Faze o que tu queres"). Em meados do século XVIII, Sir Francis Dashwood escreveu o adágio em uma porta de entrada de sua abadia em Medmenham, o qual serviu como lema do Hellfire Club. A Abadia de Thelema de Rabelais tem sido referida por escritores posteriores como Sir Walter Besant e James Rice, em seu romance Os Monges de Thelema (1878), e C. R. Ashbee em seu utópico romance A Construção de Thelema (1910).

### François Rabelais

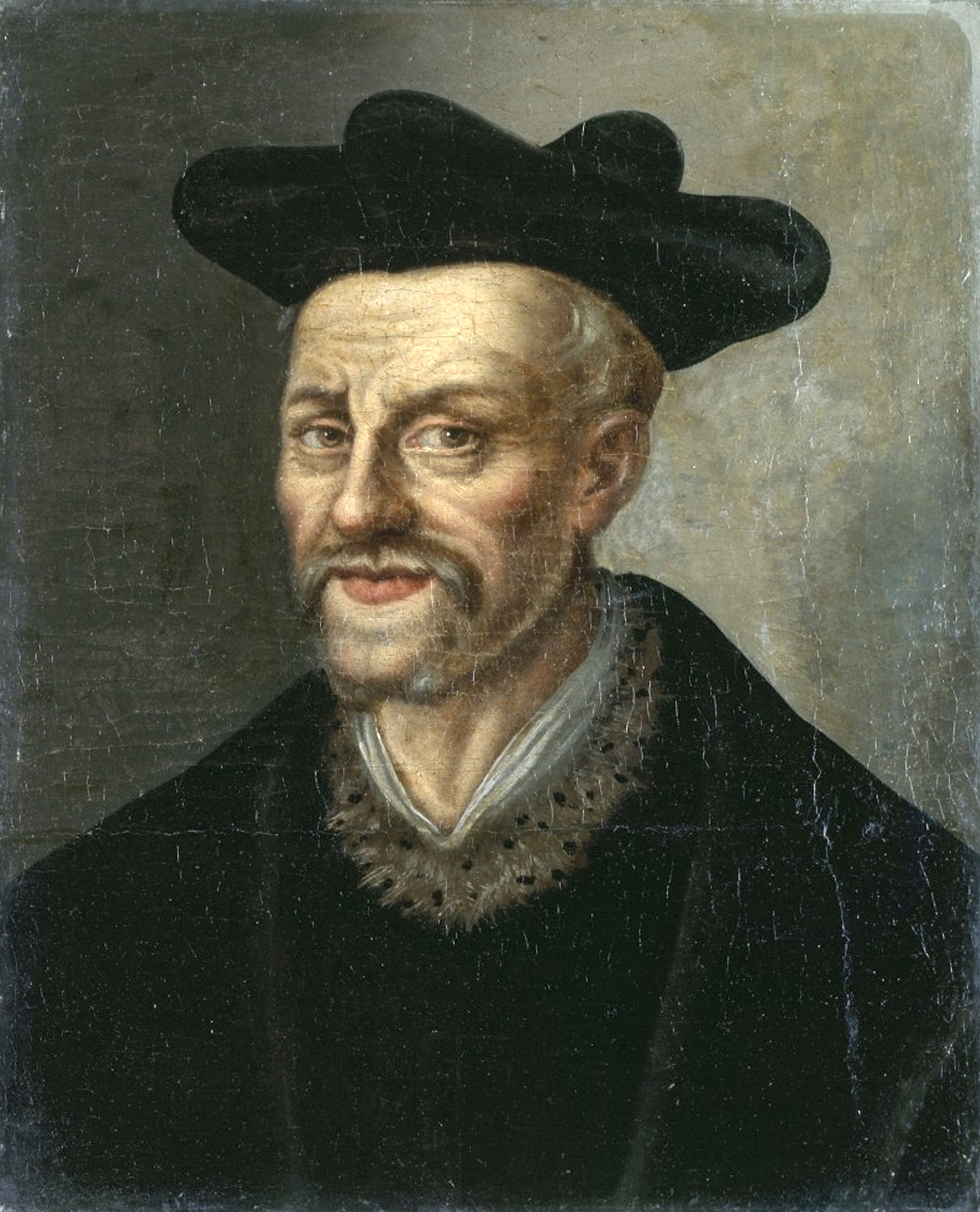
François Rabelais

François Rabelais era um frade Franciscano e, mais tarde, um monge Beneditino  do século XVI. Por fim, ele deixou o mosteiro para estudar medicina, e mudou-se para a cidade francesa de Lyon em 1532. Lá, ele escreveu a série de livros Gargântua e Pantagruel. Eles contam a história de dois gigantes, um pai (Gargântua) e seu filho (Pantagruel), e suas aventuras divertidas e extravagantes, e de tom satírico.
A maior parte dos críticos de hoje concordam que Rabelais escreveu a partir de uma perspectiva Cristã humanista. Lawrence Sutin, biógrafo de Crowley, notou isto quando contrastou as crenças do autor francês com o Thelema de Aleister Crowley. Na história de Thélème mencionada anteriormente, que os críticos analisaram como referindo-se em parte ao sofrimento dos fiéis Cristãos reformistas ou "evangélicos" dentro da Igreja francesa, a referência à palavra em grego θέλημα "declara que a vontade de Deus rege esta abadia". Sutin escreve que Rabelais não foi precursor de Thelema, com suas crenças contendo elementos de estoicismo e de bondade Cristã.
Em seu primeiro livro (cap. 52-57), Rabelais escreve sobre esta Abadia de Thélème, construída pelo gigante Gargântua. É uma utopia clássica, apresentada a fim de criticar e avaliar o estado da sociedade dos dias de Rabelais, ao contrário de um moderno texto utópico que procura criar o cenário na prática. É uma utopia, onde os desejos são realizados. Satírico, ele também sintetiza os ideais considerados na ficção de Rabelais. Os habitantes da abadia eram governados apenas por sua livre-vontade e o prazer, a única regra é "FAZE O QUE QUIZERES" ("FAY CE QUE VOULDRAS"). Rabelais acreditava que os homens que são livres, bem nascidos e criados, têm honra, que intrinsecamente leva a ações virtuosas. Quando restritas, suas naturezas nobres transformam-se a fim de remover sua servidão, porque os homens desejam o que a eles é negado.
Alguns Thelemitas modernos consideraram que o trabalho de Crowley se baseia no resumo de Rabelais. Rabelais, foi várias vezes creditado pela criação da filosofia de Thelema, como uma das primeiras que as pessoas se referem a ela, ou como sendo "o primeiro Thelemita". No entanto, o atual Grão-mestre Geral do Califado da O.T.O nos Estados Unidos afirmou:
Aleister Crowley escreveu em Os Antecedentes de Thelema, (1926), uma obra incompleta não publicada nos seus dias, que Rabelais não somente estabeleceu a lei de Thelema de uma forma semelhante à forma como Crowley entendeu, mas previu e descreveu em código a vida de Crowley e o texto sagrado que ele afirmava ter recebido, O Livro da Lei. Crowley disse que o trabalho que ele tinha recebido foi mais profundo, mostrando mais detalhadamente a técnica que as pessoas devem praticar, e revelando mistérios científicos. Ele disse que Rabelais se limitou a retratar um ideal, em vez de tratar de questões de economia política e assuntos semelhantes, os quais devem ser resolvidos, a fim de perceber a Lei.
Rabelais é incluído entre os Santos da Ecclesia Gnostica Catholica.

### Francis Dashwood e o Hellfire Club

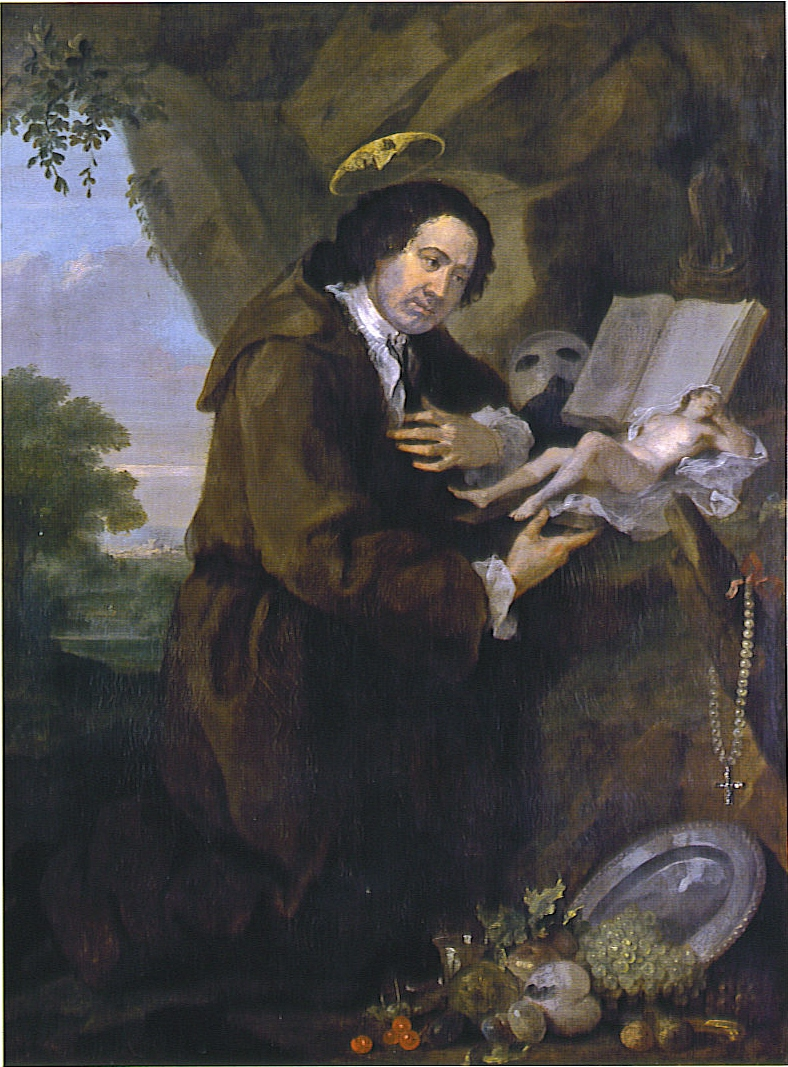
Retrato de Francis Dashwood, 11º Barão de le Despencer, por William Hogarth no final dos anos 1750

Sir Francis Dashwood adotou algumas das ideias de Rabelais e traduziu a regra para o francês, quando ele fundou um grupo chamado "os Monges de Medmenham" (mais conhecido como o Hellfire Club). Uma abadia foi fundada em Medmenham, em uma propriedade que incorporou as ruínas de uma da abadia Cisterciense fundada em 1201. O grupo era conhecido como os Franciscanos, não devido a São Francisco de Assis, mas devido a seu fundador, Francis Dashwood, 11º Barão de le Despencer. John Wilkes, George Dodington e outros políticos foram membros. Há pouca evidência direta do que o Hellfire Club de Dashwood praticava ou acreditava. O testemunho direto vem de John Wilkes, um membro que nunca entrou para a sala do círculo interno. Ele descreve o grupo como hedonistas que se reuniam para celebrar as mulheres e o vinho", e acrescentou ideias dos antigos apenas para tornar a experiência mais decadente.
Na opinião do Tenente Coronel Towers, o grupo derivava mais de Rabelais do que da inscrição sobre a porta. Ele acredita que eles usaram cavernas como templo oracular Dionisíaco, com base na leitura de Dashwood dos capítulos relevantes de Rabelais. Sir Nathaniel Wraxall, em seu Histórico de Memórias (1815), acusou os Monges de realização de rituais Satânicos, mas estas reivindicações foram negadas como sendo apenas boatos. Gerald Gardner e outros, tais como Mike Howard, dizem que os Monges adoravam "a Deusa". Daniel Willens argumentou que o grupo provavelmente praticava maçonaria, mas também sugere que Dashwood pode ter mantido sacramentos católicos. Ele pergunta se Wilkes teria reconhecido uma verdadeira Missa Católica.

## Aleister Crowley
Aleister Crowley (1875–1947) foi um ocultista inglês e escritor. Em 1904, Crowley afirmava ter recebido O Livro da Lei a partir de uma entidade chamada Aiwass, que era para servir de base religiosa e filosófica do sistema que ele chamou de Thelema.

### O Livro da Lei
Sistema thelemico começa com O Livro da Lei, que leva o nome oficial de Liber AL vel Legis. Ele foi escrito no Cairo, Egito , durante sua lua de mel com sua nova esposa Rose Edith Kelly. Este pequeno livro contém três capítulos, e supostamente foi escrito um capítulo a cada hora, tendo início ao meio dia do dia 8 de abril, dia 9 de abril e 10 de abril de 1904. Crowley afirma que o texto foi ditado por uma entidade chamada Aiwass, a quem mais tarde identificaria como o seu próprio Sagrado Anjo Guardião, uma divindade particular de cada indivíduo que o sistema religioso afirma se tratar de uma espécie de deus pessoal. Discípulo, o autor e uma vez secretário de Crowley - Israel Regardie prefere atribuir a voz para o subconsciente, mas as opiniões entre os Thelemitas diferem muito. Crowley afirmava que "nenhum falsificador poderia ter preparado um conjunto de numérico e literal de quebra-cabeças tão complexos" e que o estudo do texto seria dissipar todas as dúvidas sobre o método de como o livro foi obtido.
Além da referência a Rabelais, uma análise por Dave Evans apresenta semelhanças com O Amado de Hathor e o Santuário de Falcão de Ouro, um jogo por Florence Farr. Evans diz que isso pode resultar do fato de que tanto Farr e Crowley foram completamente mergulhados nas imagens e ensinamentos da Golden Dawn ", e que Crowley talvez conhecesse o material que inspiraram alguns dos ideais de Farr. Sutin também encontra semelhanças entre a Thelema e o trabalho de W. B. Yeats, atribuindo esta a "visão interior compartilhada", e talvez o conhecimento de homem mais velho de Crowley.
Crowley escreveu vários comentários sobre O Livro da Lei, o último dos quais ele escreveu, em 1925. Este breve trabalho, chamado simplesmente de "O Comentário", adverte contra a discutir o conteúdo do livro, e afirma que todas as questões da Lei devem ser decididas apenas por apelo aos meus escritos" e é assinado Ankh-af-na-khonsu.

### Verdadeira Vontade
De acordo com Crowley, cada indivíduo tem uma Verdadeira Vontade, distinta das vontades e desejos comuns do ego. A Verdadeira Vontade é, essencialmente, o "chamado" ou "propósito" na vida. Mais tarde, alguns magos têm interpretado esta ideia como o objetivo de alcançar a auto-realização através do esforço próprio, sem a ajuda de Deus, ou a qualquer outra autoridade divina. Isso traz para perto a posição de que Crowley realizada um pouco antes de 1904. Outros seguem obras posteriores, como "Liber II, dizendo que a sua própria vontade, em forma pura, não é outra coisa que a vontade divina. Faze o que tu queres há de se tudo da Lei de Crowley não se refere ao hedonismo, cumprindo diário desejos, mas para agir em resposta a esse chamado. O Thelemita é um místico. De acordo com Lon Milo DuQuette, um Thelemita é alguém que baseia suas ações no sentido de descobrir e realizar a sua Verdadeira Vontade, quando uma pessoa faz a sua Verdadeira Vontade, é como uma órbita, o seu lugar na ordem universal, e o universo o ajuda. Para que o indivíduo seja capaz de seguir sua Verdadeira Vontade, as suas inibições sociais cotidianas podem ser ultrapassadas através de descondicionamento. Crowley acreditava que, para descobrir a Verdadeira Vontade, a pessoa tinha que libertar os desejos do subconsciente da mente a partir do controle da mente consciente, especialmente as restrições colocadas sobre expressão sexual, que é associado com o poder da criação divina. Ele identificou a Verdadeira Vontade de cada indivíduo com o Sagrado Anjo Guardião, um daimon, e único a cada indivíduo. A busca espiritual para se encontrar o que você está destinado a fazer, é também conhecida em Thelema como a Grande Obra.

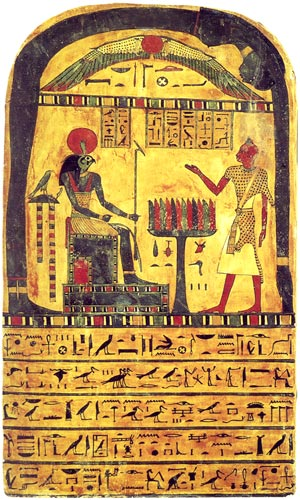
A Estela da Revelação, retratando Nuit, Hadit como o globo alado, Ra-Hoor-Khuit sentado em seu trono, e o criador da Estela, o escriba Ankh-af-na-khonsu

### Cosmologia
Thelema deriva seus principais deuses e deusas da Antiga religião Egípcia. A mais alta divindade na cosmologia de Thelema é a deusa Nuit. Ela é o céu, à noite, arqueado sobre a Terra, simbolizada na forma de uma mulher nua. Ela é concebida como a Grande Mãe, a fonte suprema de todas as coisas. A segundo principal divindade de Thelema é o deus Hadit, concebido como o infinitamente pequeno ponto, complementar e consorte de Nuit. Hadit simboliza a manifestação, o movimento e o tempo. Ele também é descrito no Liber AL vel Legis - o como "a chama que queima em todo coração de homem, e no âmago de toda estrela". A terceira divindade na cosmologia de Thelema é Ra-Hoor-Khuit, uma manifestação de Horus. Ele é simbolizado como um entronado homem com cabeça de falcão que carrega uma varinha. Ele é associado com o Sol e as energias ativas da magia de Thelema. Outras deidades dentro da cosmologia de Thelema são Hoor-paar-kraat (ou Harpocrates), deus do silêncio e da força interior, o irmão de Ra-Hoor-Khuit, Babalon, a deusa de todos os prazeres, conhecida como a Virgem Prostituta, e Therion, a besta que Babalon experiências, que representa o animal selvagem no homem, uma força da natureza.

### Magia e ritual
A magia de Thelema,  é um sistema de físico, mental e espiritual de exercícios que os praticantes acreditam que são benefícos. Crowley definido magia como "a Ciência e a Arte de causar Mudanças de acordo com a Vontade". Ele recomendou a magia como um meio para descobrir a Verdadeira Vontade. Em geral, práticas de magia em Thelema são projetados para ajudar a encontrar e manifestar a Verdadeira Vontade, embora algumas incluam  aspectos comemorativo. Crowley foi um escritor prolífico, integrando práticas Orientais com práticas mágicas Ocidentais da Ordem Hermética da Golden Dawn, Ele recomenda um número destas práticas para seus seguidores, incluindo serviços básicos de ioga; (asana e pranayama); os rituais de sua própria concepção ou com base no Golden Dawn, como o ritual menor do pentagrama, de banimento e invocação; Liber Samekh, um ritual de invocação do Sagrado Anjo Guardião; rituais eucarísticos, tais como A Missa Gnóstica e A Missa da Fênix; e o Liber Resh, que consiste em quatro adorações diárias para o sol. grande parte de seu trabalho é prontamente disponível em versão impressa e on-line. Ele também discutiu magia sexual e gnose sexual em várias formas, incluindo práticas masturbatórias, heterossexuais e de sexo anal, e estas formam parte de suas sugestões para o trabalho das pessoas em graus mais elevados da Ordo Templi Orientis. Crowley acreditava que depois de descobrir a Verdadeira Vontade, o mago deve também remover quaisquer elementos de si mesmo que se interpõem no caminho do seu sucesso.

O Árvore da Vida cabalística, importante na ordem mágica A∴A∴ pois os graus de avanço são relacionadas a ela.

A ênfase da magia de Thelema não é diretamente sobre os resultados materiais, e enquanto muitos Thelemitas praticam a magia para metas, tais como a riqueza ou o amor, ele não é necessário. Aqueles em uma ordem mágica Thelêmica , tais como A∴A∴, ou a Ordo Templi Orientis, trabalham através de uma série de graus ou degraus, através de um processo de iniciação. Os thelemitas que trabalham por conta própria ou em um grupo independente tentar alcançar esta subida ou a finalidade do mesmo, utilizando os Livros sagrados de Thelema e/ou com os trabalhos mais seculares de Crowley funcionando como um guia, juntamente com a sua própria intuição. Os thelemitas, ambos independentes e os filiados com uma ordem, pode praticar uma forma de oração performatica, conhecido como Liber Resh.
Um objetivo no estudo de Thelema dentro da ordem mágica da  A∴A∴ é para o mago obter o conhecimento e conversação do Sagrado Anjo Guardião: comunicação consciente com o seu próprio daimon, adquirindo, assim, o conhecimento de sua Verdadeira Vontade. A tarefa principal de alguém que já tenha obtido isto é chamada de  "Travessia do Abismo"; abandonando completamente o ego. Se o aspirante é despreparado, ele vai se apegar ao ego, tornando-se um Irmão Negro. Em vez de se tornar um com Deus, e o Irmão Negro considera seu ego para ser deus. de Acordo com Crowley, o Irmão Negro se desintegra lentamente, enquanto predando outros para a seu próprio auto-engrandecimento.
Crowley ensinou exames céticos de todos os resultados obtidos através da meditação ou magia, pelo menos para o aluno. Ele amarrou isso a necessidade de manter um registro mágico ou diário, que tenta listar todas as condições do evento. Comentando sobre a semelhança das declarações feitas por pessoas espiritualmente avançadas e de suas experiências, ele disse que cinquenta anos de seu tempo, eles teriam um nome científico baseado em "uma compreensão do fenômeno" para substituir termos como "espiritual" ou "sobrenatural". Crowley afirmava que seu trabalho e de seus seguidores usam "o método da ciência; o objetivo da religião", e que o verdadeiro poderes do mago poderia de alguma forma ser objetivamente testado. Esta ideia foi retomada mais tarde por praticantes de Thelema, magia do caos e magia em geral. Eles podem considerar que testam hipóteses com cada experiência mágica. A dificuldade reside na amplitude de sua definição de sucesso, em que eles podem ver como evidência de sucesso, coisas que um não mago não vai definir como tal, levando a um viés de confirmação. Crowley acreditava que ele poderia demonstrar, através de seu próprio exemplo, a eficácia da magia na produção de determinadas experiências subjetivas que normalmente não resultam de tomar haxixe, apreciando-se, em Paris, ou atravessando a pé o deserto do Saara. Não é estritamente necessário praticar técnicas ritualística para ser um Thelemita, como devido ao foco da magia de Thelema sobre a Verdadeira Vontade, Crowley, afirmou que "todo ato intencional é um ato mágico".

### Ética
Liber AL vel Legis dita claramente algumas normas de conduta individual. O principal destes é "Faze o que tu queres", que é apresentada como o todo da lei, e também como um direito. Alguns intérpretes de Thelema acreditam que esse direito inclui a obrigação de permitir que outros façam a sua própria vontade, sem interferência, mas Liber AL não faz nenhuma declaração clara sobre o assunto. Crowley escreveu que não havia necessidade de se detalhar a ética de Thelema, para tudo o que nasce do "Faze o que tu queres". Crowley escreveu vários documentos a apresentar suas crenças pessoais sobre a conduta individual à luz da Lei de Thelema, que alguns fazem abordar o tema interferência com outros: o Liber OZ, o Dever, e o Liber II.
Liber Oz enumera alguns dos direitos individuais implícitos por um abrangente direito, "Faze o que tu queres". Para cada pessoa, estes incluem o direito de viver por sua própria lei; viver da maneira que quiser, fazer, trabalhar, brincar e descansar como quiser; de morrer quando e como ele vai; comer e beber o que quiser; viver onde quiser; se mover sobre a terra como quise; pensar, falar, escrever, desenhar, pintar, esculpir, derreter, moldar, construir, e vestir-se como quiser; o amor, quando, onde e com quem quiser; e matar aqueles que frustram esses direitos.
O dever é descrito como "Uma nota sobre as regras principais das práticas de conduta a serem observadas por aqueles que aceitam a Lei de Thelema." não é um "Liber" númerdado, como são todos os documentos que Crowley são destinados a  A∴A∴, mas sim listado como um documento destinado especificamente para a Ordo Templi Orientis. Há quatro seções:
- A. o Seu Dever para consigo mesmo: descreve o self como o centro do universo, com uma chamada para aprender sobre a natureza interna. Incita o leitor a desenvolver todas as faculdades, de uma forma equilibrada, estabelecer uma autonomia e dedicar-se ao serviço de sua própria Verdadeira Vontade.
- B. o Seu Dever para com os Outros: Uma admoestação, para eliminar a ilusão de que exista uma separação entre alguém e todos os outros, para lutar quando necessário, para evitar a interferência com a vontade dos outros, para iluminar os outros quando necessário, e a adorar a natureza divina de todos os outros seres.
- C-Seu Dever para com a Humanidade: os Estados que a Lei de Thelema deveria ser a única base de conduta. Que as leis do país deveriam ter o objectivo de assegurar a maior liberdade para todos os indivíduos. O Crime é descrito como sendo uma violação da Verdadeira Vontade.
- D. o Seu Dever para com Todos os Outros Seres e Coisas: diz que a Lei de Thelema deveria ser aplicada a todos os problemas e usado para decidir toda questão ética. É uma violação da Lei de Thelema usar qualquer animal ou objeto para um propósito para o qual é imprópria ou arruinar as coisas de modo que eles são inúteis para o seu propósito. Os recursos naturais podem ser utilizados pelo homem, mas isso não deve ser feito maliciosamente, ou a violação da lei será vingado.

No Liber II: A Mensagem de Mestre Therion", a Lei de Thelema é apresentada de forma sucinta como o "Faze o que tu queres, então não fazer nada." Crowley descreve a busca da Vontade, não só com o desapego dos resultados possíveis, mas com incansável energia. É o Nirvana , mas uma dinâmica, ao invés de incluir de forma estática. A Verdadeira Vontade é descrito como o indivíduo órbita, e se eles buscam a fazer qualquer outra coisa, eles vão encontrar obstáculos, como fazer algo diferente do que a vontade é um obstáculo para ele.

### O Fim do Aeon
Ao contrário da absoluta maioria das religiões, que se baseiam em uma continuidade eterna de suas verdades espirituais, dentro do próprio Liber AL vel Legis já se prenuncia o fim da validade da fórmula atual de Thelema (Liber AL III:34), na chamada queda do Grande Equinócio:
"Quando Hrumachis erguer-se-á e aquele da dupla baqueta assumirá meu trono e lugar, um outro profeta deverá erguer-se, e trazer febre fresca dos céus. Uma outra mulher despertará a volúpia e a adoração da Serpente. Uma outra alma de Deus e da besta misturar-se-á no sacerdote englobado, um outro sacrifício maculará a tumba. Um outro rei deverá reinar e a bênção não mais será derramada ao místico Senhor da cabeça de Falcão".

Isso se deve à ideia thelêmica de que a evolução espiritual humana baseia-se em ciclos, chamados Aeons, cada um regido por um arquétipo, normalmente representado por uma divindade egípcia. Até hoje dois ciclos foram completados:
- Aeon de Ísis: a época da Deusa Mãe, quando o ser humano cultuava os aspectos femininos da criação. O ser humano é visto espiritualmente como um bebê de colo.
- Aeon de Osíris: a época do Deus Pai, quando os aspectos masculinos da ordem e do sacrifício eram cultuados. Entende-se o ser humano espiritualmente como uma criança que já não mais se nutre do leite materno, porém necessita ainda do amparo e da disciplina paternas.

Thelema atua dentro do terceiro ciclo, o chamado Novo Aeon:
- Aeon de Hórus: a época do Deus Interior, na qual se cultua a individuação (não o individualismo), nos aspectos hermafroditas, equilibrando o masculino e o feminino. O ser humano evolui até a maturidade, não necessitando mais de divindades externas, tornando-se ele próprio seu deus e redentor.

Crowley presume que o próximo Aeon, que deve ocorrer por volta do ano 3900, será o de Maat, a deusa egípcia da Justiça, quando a fórmula atual já terá cumprido seu objetivo e não será mais necessária, devendo deixar um novo pensamento tomar lugar no mundo.

### Literatura Thelêmica Crowleyana
Aleister Crowley escreveu intensamente sobre Thelema durante mais de 35 anos e muitos dos seus livros estão em catálogo até os dias de hoje, sendo que vários textos podem ser encontrados livremente na Internet. Os textos clássicos de Crowley dividem-se em dois tipos básicos: os Libri (plural de Liber) e os textos escritos como cartas, livros, artigos e outros livremente criados. Os Libri, em sua marioria escritos "inspirados" (sagrados) ou criados como instruções para a Astrum Argentum ou ritos são classificados da seguinte forma:
- Classe A - Textos considerados sagrados e que não podem ser modificados de forma alguma.
- Classe B - Textos considerados inspirados mas não sagrados.
- Classe C - Textos considerados de grande importância.
- Classe D - Rituais e instruções oficiais.
- Classe E - Explicações e ensaios.

### Lugares Importantes

#### Cefalú
Em 1920, Crowley fundou na cidade de Cefalú, no sul da Itália, uma comunidade a qual deu o nome de Abadia de Thelema. Nessa comunidade foi escrito um de seus mais pungentes livros, "Diary of a Drug Fiend" ("Diário de um Viciado em Drogas"), onde conta sua luta para livrar-se do vício em heroína (adquirido como forma de tratamento da época para a asma) e sua derrota. Sua filha, Anna Leah, morreu ali de febre tifóide ainda na infância, ocasionando um dos momentos de maior dor na vida de Crowley.
Raoul Loveday, discípulo de Crowley e morador da Abadia, morreu no local de infecção e sua esposa, Betty May, narrou o caso de forma sensacionalista para tablóides britânicos. Isso resultou em um escândalo que fez com que o governo fascista de Benito Mussolini expulsasse Crowley da Itália em 1923. As ruínas da Abadia, cujas paredes ainda exibem pinturas murais de Crowley, atraem turistas até hoje. Próximo a elas, algumas vezes encontram-se pequenas cruzes de madeira cobertas de rosas.

#### Boleskine
Em outubro de 1899 Crowley comprou uma mansão às margens do lago Loch Ness, próximo à Inverness, na Escócia, chamada de Boleskine. Lá realizou o rito de Abramelin, cuja execução completa durou um ano e meio. Por este motivo, Boleskine é considerada como o "Leste Mágico" de Thelema, similar à Meca dos muçulmanos. Lá foi também executada pela primeira vez o mais importante rito da Ordo Templi Orientis, a Missa Gnóstica (Liber XV).
A casa mudou de dono várias vezes e chegou a ser propriedade do músico Jimmy Page, guitarrista do Led Zeppelin, banda britânica de Heavy rock. Page é um dos maiores colecionadores de materiais relativos a Crowley e permitia que turistas acampassem na propriedade enquanto esta era sua.

## Celebrações
Conforme definido pelos versículos II:36 a II:44 do Liber AL vel Legis, uma série de celebrações são festejadas anualmente ou esporadicamente pelos thelemitas.

### Celebrações Anuais
- As Festas das Estações: são os Equinócios e os Solstícios, comemorados no dia 20 dos meses de março, junho, setembro e dezembro.
- O Supremo Ritual: comemorado durante o Ano Novo Astrológico, no Solstício de março (corresponde ao Ano Novo Thelêmico).
- Os Três Dias de Escritura do Livro da Lei: uma celebração à escrita do Liber AL vel Legis, nos dias 8, 9 e 10 de abril.
- Primeira Noite do Profeta e Sua Noiva: comemora a união de Crowley e Rose Kelly, que resultou no Livro da Lei, no dia 12 de agosto.
- O Equinócio dos Deuses: comemorado durante o Equinócio de Outono.
- Nascimento do Profeta:comemorado dia 12 de outubro.
- Morte do Profeta:comemorado dia 1 de dezembro.

### Celebrações Esporádicas
- Festa para o Fogo: maturidade de um menino, em seu aniversário de 14 anos.
- Festa para a Água: maturidade de uma menina, no dia de sua menstruação.
- Festa para a Vida: nascimento de uma criança.
- Festa para a Morte: também chamado de Grande Celebração, ocorre no falecimento de um thelemita.

### Números Importantes
Já na leitura do Liber AL vel Legis percebe-se que os números ocupam um lugar importante dentro da simbologia thelêmica. Em Liber AL I:3 há uma pista em relação a isso quando se diz que "Todo número é infinito, não há diferença". Assim, todo número assume uma condição especial, com um denominador comum. Alguns números são conhecidos por seu uso regular na simbologia thelêmica:
- 31 - Não está presente no Liber AL vel Legis, mas de acordo com Crowley é "A chave para o Livro da Lei", uma vez que o termo hebraico "EL", que geralmente é utilizado para representar Deus, possui esse valor dentro da Gematria, ou seja, a numerologia cabalística.
- 93 - É o próprio valor numérico de Thelema, bem como de Ágape (o Amor sublime que é citado na segunda injunção da Lei de Thelema). Desta forma, Vontade e Amor são correspondentes dentro da filosofia thelêmica.
- 11 - Corresponde à soma de 5 (o Microcosmo) com 6 (o Macrocosmo). Representa o todo, a Grande Obra. É também relativo à 11ª Esfera da Árvore da Vida, Daath, cujo Abismo deve ser cruzado para que se chegue ao pleno auto-conhecimento.
- 220 - É a totalidade do Universo.
- 418 - Valor numérico da palavra "Abrahadabra", considerada por Crowley como a fórmula mágica do Novo Eon.
- 666 - Número de catálogo da Estela da Revelação no Museu Bulaque, onde estava. Costuma ser considerado pelo cristianismo como o número do Anticristo, mas dentro do ocultismo (vide quadrado mágico do Sol para mais detalhes) é o número correspondente ao Sol, símbolo do Self para a filosofia thelêmica, não recebendo conotações ligadas ao mal absoluto pregado pela doutrina cristã.

## Thelema Contemporânea

### A diversidade do pensamento Thelemico
O núcleo de Thelema, o pensamento é "Faze o que tu queres". No entanto, para além deste, existe uma gama muito ampla de interpretação de Thelema. Thelema moderna é uma sincrética da filosofia e da religião, e muitos Thelemitas tentar evitar fortemente o pensamento dogmático ou fundamentalista. Crowley colocar forte ênfase sobre a natureza única da Vontade inerente a cada indivíduo, e não segui-lo, dizendo que ele não queria encontrado um rebanho de ovelhas. Assim, Thelemitas contemporâneos podem praticar mais de uma religião, incluindo a Wicca, o Gnosticismo, o Satanismo, Setianismo e Luciferianismo. Muitos adeptos de Thelema, nada mais do que o Crowley, reconhecem correlações entre a O.T.O. e outros sistemas de pensamento espiritual; mais emprestar livremente os métodos e as práticas de outras tradições, incluindo a alquimia, a astrologia, qabalah, tantra, tarô, e ioga. Por exemplo, Nu e Tinha são pensados para corresponder com o Tao e Teh do Taoísmo, Shakti e Shiva dos Hindus Tantras, Shunyata e Bodhicitta do Budismo, Ain Soph e Kether naQabalah Hermética.
Há alguns Thelemitas que aceitam O Livro da Lei , de alguma forma, mas não para o resto dos trabalhos "inspirados" escritos ou ensinamentos de Crowley . Outros têm apenas aspectos específicos do seu sistema geral, tal como as suas técnicas mágicas, ética, mística ou religiosa, ignorando o resto. Outros indivíduos que se consideram Thelemitas  consideram que o que é normalmente apresentado como o sistema de Crowley, é apenas uma possível manifestação de Thelema. Estes criam sistemas Thelêmicos originais, tais como os sistemas de Nema e Kenneth Grant. E uma categoria de Thelemitas são não religiosos, e simplesmente aderir ao postulado de Thelema.[carece de fontes?]

### Dias Sagrados de Thelema
O Livro da Lei dá vários dias santos a serem observadas pelos Thelemitas. Não há forma dogmática de comemorar esses dias e, como resultado, os Thelemitas, muitas vezes, assumem a seus próprios dispositivos ou celebram em grupos, especialmente dentro da Ordo Templi Orientis. Estes dias santos são geralmente observados nas seguintes datas:
- 20 de março. A Festa do Supremo Ritual, que celebra a Invocação de Hórus, o ritual realizado por Crowley, nesta data, em 1904, que inaugurou o Novo Aeon.
- 20 De Março/21 De Março. O Equinócio dos Deuses, o que é comumente referido como a Ano Novo Thelêmico (apesar de algumas celebrar o Ano Novo no dia 8 de abril). Apesar de o equinócio e a Invocação de Hórus, muitas vezes caem no mesmo dia, eles são muitas vezes tratadas como dois eventos diferentes. Esta data é o equinócio de Outono no Hemisfério Sul.
- Abril 8 a 10 de abril. A Festa de Três Dias da escritura do Livro da Lei. Estes três dias são comemorativa dos três dias de trabalho no ano de 1904, durante o qual Aleister Crowley escreveu o Livro da Lei. Um capítulo foi escrito a cada dia, o primeiro a ser escrito no dia 8 de abril, a segunda em 9 de abril, e a terceira em 10 de abril. Embora não haja nenhuma forma oficial de celebração de qualquer Thelêmica de férias, esta festa particular dia é normalmente comemorado pela leitura do capítulo correspondente em cada um dos três dias, geralmente ao meio-dia.
- 20 De Junho/21 De Junho. O solstício de Verão no Hemisfério Norte e o solstício de Inverno no Hemisfério Sul.
- 12 de agosto. A Festa do Profeta e Sua Noiva. Esta festa comemora o casamento de Aleister Crowley e sua primeira esposa, Rose Edith Crowley. Rose foi uma figura-chave na escrita do Livro da Lei.
- Setembro 22/23 De Setembro. O equinócio de Outono no Hemisfério Norte e Equinócio da primavera no Hemisfério Sul.
- Dezembro 21/22 De Dezembro. O solstício de Inverno no Hemisfério Norte e o Solstício de Verão no Hemisfério Sul.
- A Festa para a Vida, celebrada no nascimento de um Thelemita e em datas de aniversários.
- A Festa para o Fogo/A Festa para a Água. Estes dias de festa, normalmente, são consideradas como sendo, quando uma criança atinge a puberdade e os passos a caminho da idade adulta. A Festa para o Fogo é celebrado por um macho, e a Festa para a Água para uma mulher.
- A Festa para a Morte, comemorou a morte de um Thelemita e no aniversário da sua morte.[67]

### Literatura Thelêmica Contemporânea
Aleister Crowley foi altamente prolífico e escreveu sobre Thelema por mais de 35 anos, e muitos de seus livros ainda são apenas manuscritos. Durante um tempo, havia alguns que escreviam sobre o assunto, inclusive o Grão-Mestre da O. T. O. dos EUA Charles Stansfeld Jones, cujas obras na Qabalah ainda estão em manuscritos, e o Major-General J. F. C. Fuller.
Jack Parsons foi um cientista que pesquisou a utilização de diferentes combustíveis para foguetes no Instituto de Tecnologia da Califórnia, e um dos primeiros estudantes estadunidenses de  Crowley , por um tempo liderou a loja Agape da Ordo Templi Orientis para Crowley nos EUA. Ele escreveu vários textos durante a sua vida, alguns mais tarde recolhidos como a Liberdade é uma faca de Dois gumes. Ele morreu em 1952 como um resultado de uma explosão, e embora não seja um escritor prolífico si mesmo, tem sido objecto de duas biografias; Sexo e Foguetes por John Carter, e o Estranho Anjo por George Pendle.
Desde da morte de Crowley em 1947, houve outros escritores Thelêmicos  como Israel Regardie, que editou vários trabalhos de Crowley e também escreveu a biografia dele, O Olho no Triângulo, bem como livros sobre Qabalah. Kenneth Grant escreveu numerosos livros sobre Thelema e o ocultismo, tais como A trilogia Typhoniana. Lon Milo DuQuette tem escrito vários livros que analisam o sistema de Crowley.
Outros notáveis escritores contemporâneos que abordam Thelema incluem Allen H. Greenfield, Christopher Hyatt, Richard Kaczynski, Marcelo Ramos Motta, Rodney Orpheus, IAO131, Phyllis Seckler, James Wasserman, Sam Webster, e Robert Anton Wilson. Existem também as revistas que a imprimem escritosThelêmicos originais.

### Organizações Thelêmicas
Várias organizações modernas, de diversos tamanhos, que dizem seguir os princípios da doutrina Thelema. As duas mais proeminentes são organizações que Crowley  liderou durante sua vida: a A∴A∴, uma Ordem fundada por Crowley, com base nos graus do sistema da Golden Dawn; e a Ordo Templi Orientis, uma ordem que, inicialmente, desenvolvida a partir do Rito de Memphis e Mizraim , no início do século XX, e que inclui a Ecclesia Gnostica Catholica como seus braços religiosos.
Desde da morte de Crowley em 1947, outras organizações têm formado para realizar seu trabalho inicial, por exemplo, o Colégio de Thelema, o Templo de Thelema, a Faculdade de Thelema do Norte da Califórnia, o Santo, a Fim De RaHoorKhuit, o Templo da Estrela de Prata, a O.T.O. Typhoniana de Kenneth Grant, a Ordem dos Cavaleiros de Thelema, e Open Source Order of the Golden Dawn. Outros grupos que variam muito de caracteres existentes que têm atraído inspiração ou métodos de Thelema, tal como os Illuminates of Thanateros e o Templo de Set. Alguns grupos aceitam a Lei de Thelema, mas omitem certos aspectos do sistema de Crowley, incorporando o trabalho de outros místicos, filósofos e sistemas religiosos. A Fraternitas Saturni (Irmandade de Saturno), fundada em 1928 na Alemanha, aceita a Lei de Thelema, mas estende-a com a frase "Mitleidlose Liebe!" ("Amor sem compaixão!"). A Sociedade de Thelema, também localizado na Alemanha, aceita o Liber Legis e muitos  trabalho de Crowley na magia, além de incorporar as ideias de outros pensadores, tais como Friedrich Nietzsche, Charles Sanders Peirce, de Martin Heidegger e Niklas Luhmann'. Horus-Maat Lodge combina as ideias do ocultista Nema com aqueles de Crowley.
Os thelemitas pode também ser encontrado em outras organizações. O presidente de a Igreja de Todos os Mundos, LaSara FireFox, identifica como um Thelemita. Uma minoria significativa de outros membros da Igreja de todos os Mundos também identificam-se como Thelemitas.

## Thelema no Brasil
A introdução de Thelema no Brasil ocorreu com a chegada da Fraternitas Rosicruciana Antiqua, de Arnold Krumm-Heller, em fevereiro de 1933. Além de ter os seus rituais dos primeiro e segundo graus calcados no Liber Al vel Legis, e de haver publicado, pioneiramente, em sua revista "Gnose" vários artigos de Aleister Crowley, os irmãos da F.R.A. denominavam-se thelemitas, ainda que disso não fizessem alarde, e muito menos proselitismo.
Contudo, a ocultação dos ensinamentos do Mestre Therion acabou, com o ingresso de Marcelo Ramos Motta na A.·. A.·., cerca de trinta anos depois, na década de 1960. Saindo da F.R.A., por não aceitar a maneira velada com que tratavam os ensinamentos thelêmicos, Marcelo Motta tornou-se discípulo de Karl Germer na A.·. A.·., e, baseando-se no fato de seu Mestre ser também líder internacional da Ordo Templi Orientis tentou assumir a liderança desta Ordem na ocasião da morte de Germer. Todavia, perdeu a batalha judicial, mesmo tendo criado, nos EUA, a Society O.T.O., organização sem ligação com a O.T.O., mas, ainda assim, primeiro grupo thelêmico, após a F.R.A., a atuar no Brasil de forma regular. Contudo, após a morte de Motta, as atividades da Sociedade O.T.O. foram diminuindo gradativamente até praticamente não se manterem mais.
A primeira instituição thelêmica legalmente criada no Brasil foi a Sociedade Novo Aeon, idealizada em 1974 por Marcelo Motta e Euclydes Lacerda (1936-2010) a.k.a. Frater Thor e registrada por este último em 1975. Através da S.N.A., Euclydes Lacerda difundia a Filosofia Thelêmica, a Ordem da  A.·. A.·. e a Society O.T.O. Euclydes Lacerda, por sua vez, fora responsável por vários trabalhos ao longo de seus quase 50 anos (como a Editora Bhavani, a Ordem dos Cavaleiros de Thelema e vários outros), existe ainda hoje, sendo continuada pelos herdeiros de Frater Thor.
Na década de 1980, dois membros da SNA causaram a cisão do grupo dos quais Frater Q.V.I.F. juntamente com outros fundaram a MAAT - Associação de Cultura Thelêmica; e Frater Bruno com os seus associados que decidiram alinharem-se com a O.T.O. Americana e trazê-la para o Brasil.
Ainda na década de 1980, o Mestre Genelohim, iniciado egresso da F.R.A., criou, em Niterói, no Rio de Janeiro, o Sagrado Círculo de Thelema - S.C.T., com o objetivo de divulgar os ensinamentos do Mestre Therion, já que a F.R.A. permanecia ocultando os mesmos. Mas os mestres do S.C.T. foram surpreendidos com a Ordem Superior da Hierarquia, determinando a recepção de uma nova mensagem de Hórus, o Novo Livro da Lei (N.L.L.), que seria, na visão dos membros do S.C.T., a qual não é compartilhada pela maior parte dos seguidores de Thelema, o continuador e atualizador do Liber AL vel Legis recebido em 1904 pelo Mestre Therion. Ainda hoje o S.C.T. continua atuante, divulgando essa nova mensagem e os elementos que criou: a Spira Legis e o Oráculo de Thelema.
Em outubro de 1994, Frater ABO recebeu de Frater QVIF os graus O.T.O. (Society)/S.N.A. e o primeiro fundou a Loja Nova Isis. As atividades thêlemicas da Associação de Cultura Thelêmica - MAAT foram transferidas para a Loja Nova Isis e seus associados deram continuidade ao trabalho mágico iniciático. Nos seus 10 primeiros anos a L.N.I. propagou ensinamentos no formato de Ordem Iniciática e criou a primeira divulgação de Thelema no Brasil na Internet. No Equinócio de Primavera de 2005, seu sistema instrucional foi mudado, por uma cerimônia onde a Loja Nova Isis foi ritualisticamente silenciada por Frater Arjuna e seu trabalho como Ordem Iniciática suspenso. Em seu lugar surgiu o Collegium ad Lux et Nox que continua como uma organização não iniciática voltada ao ensino de magia sob a égide Thelêmica.
No final década de 90 ainda foi fundada a Ordem dos Cavaleiros de Thelema.
Em novembro de 1995 é fundado o primeiro Corpo Local (grupo oficial) da O.T.O. no Brasil, o Acampamento Sol no Sul, embrião do Oásis Quetzalcoatl, atualmente Loja Quetzalcoatl, grupo thelêmico ainda em atividade no Rio de Janeiro. A Ordo Templi Orientis conta também com outros Corpos Locais: um no estado de Minas Gerais, na cidade de Belo Horizonte, o Acampamento Opus Solis e outro no estado de São Paulo, na cidade de Mairiporã, o Acampamento Sub Lege Libertas. Funcionando continuamente desde sua chegada ao Brasil, a O.T.O. é a mais regular presença thelêmica em terras brasileiras e principal fonte de referência.
A Lei de Thelema também foi divulgada no Brasil por Raul Seixas na década de 1970. Inclusive, Raul Seixas e Paulo Coelho chegaram a criar a Sociedade Alternativa baseada nos preceitos do Livro da Lei de Crowley. Ambos foram instruídos na A.`.A.`. por Frater Thor (Euclydes Lacerda) a pedido de Motta. A música Sociedade Alternativa é um grande exemplo disso. Nas músicas "A Lei" e "Sociedade Alternativa", Raul chega a ditar todos os preceitos de Liber Oz.
Recentemente, no ano de 2010 foi fundada, na cidade de Catanduva, a Ordem Thelemita Brasileira (OTB), uma Organização não governamental cujos seguidores seguem à risca a doutrina de Aleister Crowley, mas tendo como modo prático de vida comunitária algumas características do Movimento rastafári.

## Thelema em religião comparada
Thelema vem atraindo muita atenção nos últimos anos de estudiosos de outras linhas religiosas, especialmente dos interessados em novos movimentos religiosos, como o Gnosticismo contemporâneo e o Hermetismo. Talvez a tentativa mais fora do comum tenha sido feita pelo bispo Frederico Tolli, em seu livro (em alemão) "Thelema — Im Spannungsfeld zwischen Christentum, Logentradition und New Aeon" ("Thelema - Na Tensão Entre o Cristianismo, a Tradição e o Novo Aeon"). Para Tolli, Thelema é uma consequência dialética do Cristianismo. A cristandade, para Tolli, existe como uma comunidade em Cristo, de forma que Thelema seria uma resposta individualística para o mundo.
Tomando de um dicionário teológico de 1938 (para o Novo Testamento) o conceito de "salvação histórica" (Heilsgeschichte) teve grande efeito no pensamento de Tolli e é neste conceito que ele discute Thelema. Tolli vê o Heilsgeschichte de Crowley como aquele em que o todo do Universo (logo, a Vontade de Deus) está para se combinar (análogo à fórmula alquímica do "coagula"). O Amor, na forma da combinação atrativa ("Amor é a lei, amor sob vontade") é um princípio universal, estando assim próximo ao conceito de uma religião natural. A principal diferença, para Tolli, é que na cristandade a salvação do Universo como um todo ("Ganzheit") não pode ser feita pelo homem solipsista. O bispo vê Crowley como um artista ou um mistagogo falho, ainda que brilhante, mas não como "satanista". O mérito e contribuição do bispo Tolli para os estudos thelêmicos reside no fato de ter primeiro experimentado uma genuína compreensão de que a ideia de Thelema não necessariamente contradiz os ensinamentos de Jesus, como o próprio Crowley afirmava.

## Literatura
- Crowley, Aleister. Os Livros Sagrados de Thelema. Trad. Vitor Cei. São Paulo: Madras, 2018.
- Del Campo, Gerald. Rabelais: A Primeira Thelemita. A Ordem dos Cavaleiros de Thelema.
- Melton, J. Gordon (1983). "Thelema, Magia na América". Alternativas ao Americano de Igrejas Mainline, ed. Joseph H. Fichter. Barrytown, NY: a Unificação do Seminário Teológico.
- Starr, Martin P. (2004) Cem Anos depois: Visões de um Thelêmica Futuro (Conferência, comunicação apresentada na Thelema, Além de Crowley )
- Starr, Martin P. (2003). O Deus Desconhecido: W. T. Smith e os Thelemitas. Bolingbrook, IL: Teitan Prima.
- van Egmond, Daniel (1998). "Esotérica ocidental Escolas no Final do século XIX e Início do século XX". In: van den Broek, Roelof e Hanegraaff, Wouter J.: a Gnose e o Hermeticismo Desde A Antiguidade até os Tempos Modernos. Albany: State University of New York Press.
- Del Campo, Gerald. Rabelais: The First Thelemite. The Order of Thelemic Knights.
- Melton, J. Gordon (1983). "Thelemic Magick in America." Alternatives to American Mainline Churches, ed. Joseph H. Fichter. Barrytown, NY: Unification Theological Seminary.
- Starr, Martin P. (2004) A Hundred Years Hence: Visions of a Thelemic Future (Conference Paper presented at the Thelema Beyond Crowley ).
- Starr, Martin P. (2003). The Unknown God: W.T. Smith and the Thelemites. Bolingbrook, IL: Teitan Press.
- van Egmond, Daniel (1998). "Western Esoteric Schools in the Late Nineteenth and Early Twentieth Centuries." in van den Broek, Roelof and Hanegraaff, Wouter J. Gnosis and Hermeticism From Antiquity To Modern Times. Albany: State University of New York Press.